# ميناء شرق بورسعيد
ميناء شرق بور سعيد هو أحد الموانئ المصرية التابعة للهيئة العامة للمنطقة الاقتصادية لقناة السويس، ويقع شرق التفريعة الشرقية لقناة السويس ليعتبر كمركز أساسي لمحور التجارة العالمية بين أوروبا وشرق البحر المتوسط. ویعتبر ميناء شرق بورسعيد من المشروعات القومية الكبرى التي
أقامتها مصر وتم افتتاحه في أكتوبر 2004 لخدمة التجارة العالمية
وتجارة الترانزیت التي تعبر قناة السویس، ویقع الميناء في موقع
فرید شرق المدخل الشمالي لتفریعة قناة السویس الشرقية وفي ملتقى
ثلاثة قارات وعلى الطریق الرئيسي لملتقى الشرق والغرب، حده
الشمالي البحر المتوسط، حده الجنوبي المنطقة الصناعية، حده
الشرقي بحيرة الملاحة، حده الغربي التفریعة الشرقية لقناة السویس،
هذا ویتم التخطيط للاستفادة القصوى من هذا الموقع ليكون النواة
الأولى لإقامة منطقة صناعية واعدة یخصص إنتاجها للتصدیر،
وآذلك لجذب أآبر الخطوط الملاحية العالمية، وتبلغ مساحة الميناء
35 كيلو متر مربع والميناء مخطط لإنشاء أرصفة بطول 12 كيلو
متر ومخطط إنشاء منطقة صناعية جنوب الميناء على مساحة 87٫6
آيلو متر مربع، تبلغ المساحة الإجمالية لمحطة الحاویات الحالية
600 ألف متر مربع وعرض ساحة الحاویات 500 متر، والمحطة
تعمل بنظام المناطق الحرة الخاصة.
یستقبل الميناء السفن العملاقة من الجيل الرابع حيث أن عمق
الرصيف بالميناء یصل إلى 17 متر وطوله 1200 متر.حقق الميناء
خلال عام 2005 تداول حوالى 700 ألف حاویة مكافئة، یتوقع أن
یصل حجم التداول إلى 2٫2 مليون حاویة مكافئة وعندئذ ستتوسع
المحطة لتشمل تنفيذ المرحلة الثانية للمشروع والوصول بحجم
التداول إلى 4٫4 مليون حاویة سنویاً